# Love Me Two Times
Love Me Two Times је позната песма рок групе Дорси. Написао ју је Роби Кригер и први пут се појавила на албуму Strange Days 1967. године. Издата је као други сингл са овог албума (након People Are Strange) и заузла је 25 место на листама у САД.